# Wilhelm Sievers (Maler)
Wilhelm Sievers (geboren 26. Dezember 1870 in Hannover; gestorben nach 1947) war ein deutscher Kunst-, Dekorations- und Kirchenmaler, Kunstpädagoge und Restaurator.

## Leben
Wilhelm Sievers zog im Jahr 1885 von Groß-Buchholz nach Hannover. Dort hatte er kurzzeitig seinen Sitz im Haus Ubbenstraße 12, bevor er 1886 in die Seilerstraße 11 wechselte. Das Adressbuch der Stadt Hannover für das Jahr 1899 verzeichnete Sievers als Dekorationsmaler, tätig in der Firma Gebrüder Sievers mit Sitz in der Höltystraße 3. Während Sievers 1909 noch unter der dortigen Adresse als Dekorationsmaler und Mitglied der Innung geführt wurde, verzeichnete ihn das Adressbuch von 1920 als Malermeister, nun aber in der Höltystraße 4.
Sievers war von 1910 bis 1923 nebenamtlich als Lehrer für das Fach Materialienkunde an der Kunstgewerbeschule Hannover tätig. Von 1920 bis 1921 war er Mitarbeiter der Zeitschrift Kunst und Praxis für den Dekorationsmaler. Niedersächsischer Malerbund.
1947 verzog Sievers laut der im Stadtarchiv Hannover erhaltenen Einwohnermeldekartei ohne Angabe einer neuen Adresse aus Hannover.

## Werke (Auswahl)
- 1897 oder früher: Dekorative Bemalung der Garnisonkirche in Torn, für die Th. Maßler u. Haller sämtliche Gegenstände der inneren Ausstattung lieferte[2]
- 1907: Neuausmalung der Taufkapelle der Lutherkirche in der Nordstadt von Hannover; nicht erhalten (später einheitlich gelb übermalt)[3]
- vor 1910: Ausmalungen von Garnisonkirchen in Thorn, Graudenz, Oldenburg (Oldb) und Braunschweig[1]
- vor 1910: Ausmalungen von Kirchen in Harburg, Immensen, Capern, Eißendorf, Rüper, Empelde, Schwiechelt, Heimfeld, Woltorf, Adenstedt, Mehrum, Paese, Eversten, Briesenitz im seinerzeitigen Westpreußen und Dyck in Westpreußen[1]
- vor 1910: Ausmalung von Friedhofskapellen in Hannover, Quakenbrück und Peine[1]
- 1910: Freilegung der Gewölbemalereien verbunden mit einer rekonstruierenden Neufassung dekorativer Elemente in der Kirche von Loxstedt[1]
- 1911–1912: Ausmalung der Kirche in Bodenteich[1]
- ohne bisher ermitteltes Datum: Entwurf einer Kassettendecke mit dekorativer Malerei[1]
- 1926: Gewölbeausmalung in der Kirche von Barskamp[1]
- 1929: Freilegung und möglicherweise Restaurierung einer Wandmalerei in der Kirche in Borstel[1]